# Nowe Sioło
Nowe Sioło – wieś w Polsce, położona w województwie podkarpackim, w powiecie lubaczowskim, w gminie Cieszanów.
W latach 1975–1998 wieś administracyjnie należała do województwa przemyskiego.
Dawniej istniał tu dwór obronny Cieszanowskich. W 1890 roku w Nowym Siole urodził się Józef Kluss (zm. 1967), polski malarz, historyk sztuki, filozof i konserwator zabytków.
Wierni Kościoła rzymskokatolickiego należą do parafii Parafia św. Wojciecha w Cieszanowie.

## Części wsi
| SIMC    | Nazwa   | Rodzaj    |
| ------- | ------- | --------- |
| 0600183 | Sośnina | część wsi |